# Canton de Serres
Le canton de Serres est une circonscription électorale française située dans le département des Hautes-Alpes et la région Provence-Alpes-Côte d'Azur.
À la suite du redécoupage cantonal de 2014, l'étendue territoriale du canton a été largement augmentée, et le nombre de communes du canton est passé de 12 à 41.

## Géographie
Ce canton est organisé autour de Serres dans l'arrondissement de Gap. Son altitude varie de 576 mètres (sur le Buech au sud d'Eyguians), à 1 760 mètres (au sommet de la montagne d'Aujour sur la commune de Savournon), pour une altitude moyenne de 738 mètres.

## Représentation

### Conseillers généraux de 1833 à 2015
| Période         | Période           | Identité                    | Étiquette          | Qualité |
| --------------- | ----------------- | --------------------------- | ------------------ | --- |
| 1833            | 1842              | Jean Grimaud                |                    | Négociant, maire de Serres (1831-1836)                                                                                      |
| 1842            | 1848              | Louis Joseph Gontard        |                    | Notaire à Serres |
| 1848            | 1864              | Alexandre Itier             |                    | Colonel, commandant la place de Grenoble puis Directeur des Douanes à Montpellier                                           |
| 1864            | 1878 (annulation) | Hector Delamortes-Félines   |                    | Notaire Maire de Serres (1875-1878)                                                                                         |
| 1878            | 1899 (décès)      | Cyprien Chaix               | Union républicaine | Avocat à Gap Député (1849-1851, 1871, 1876-1877 et 1878-1888) Sénateur (1888-1889)                                          |
| 1899            | 1919              | Victor Peytral              | Rad.               | Magistrat - Maire de Savournon Député (1912-1919) Sénateur (1920-1930) Sous-secrétaire d'Etat (1917) - Ministre (1924-1925) |
| 1919            | 1931              | Charles Guilland            | RG                 | Industriel à Serres |
| 1931            | 1937              | Auguste Gros                | SFIO puis Rad.     | Maire de Serres (1924-1935)                                                                                                 |
| 1937            | 1940              | Léopold Richaud             | SFIO               | Maire de Serres (1935-1941)                                                                                                 |
|                 |                   |                             |                    | |
| 1942            | 1945              | Georges Mazet               |                    | Président de la délégation spéciale de Serres Nommé conseiller départemental en 1942                                        |
|                 |                   |                             |                    | |
| 1945            | 1955              | Louis Martin                | DVG puis RGR       | Maire du Bersac (1944-1953)                                                                                                 |
| 1955            | 1961 (démission)  | Edouard Lambert             | DVD puis UNR       | Inspecteur général honoraire du Ministère du Travail Maire de Serres (1953-1959)                                            |
| 29 juillet 1961 | 1973              | Albert Puig (1915-1994)     | Centriste puis PS  | Vétérinaire à Serres |
| 1973            | 1979              | Marcel Croisier (1908-1988) | DVD puis UDF       | Ingénieur à Serres |
| 1979            | 1992              | Roland Linossier            | PS                 | Agent des services publics de l'Etat Conseiller municipal de Serres                                                         |
| 1992            | 2015              | Michel Roy                  | DVD puis UMP       | Artisan carrossier retraité Maire de Serres (1989-2014) Président du Conseil Général depuis le 27 janvier 2015              |

### Conseillers d'arrondissement (de 1833 à 1940)
| Période                                  | Période          | Identité                            | Étiquette | Qualité |
| ---------------------------------------- | ---------------- | ----------------------------------- | --------- | --- |
| 1833                                     | 1839             | Pierre Antoine Givaudan (1777-1866) |           | Négociant, propriétaire rentier à Serres                                                                    |
| 1839                                     | 1845             | Joseph Bellier                      |           | Maire de Serres                                                                                             |
| 1845                                     | 1848             | Philippe Rabasse                    |           | Médecin à Serres                                                                                            |
|                                          |                  |                                     |           | |
| 1889                                     | 1899 (démission) | Ferdinand Bertrand                  |           | Notaire à Gap, Président du Conseil d'arrondissement                                                        |
|                                          |                  |                                     |           | |
| ?                                        |                  | Auguste-Édouard Augier              |           | Maire de Serres                                                                                             |
|                                          |                  |                                     |           | |
|                                          | 1940             | Auguste Bernard                     | Radical   | |
| 1940                                     |                  |                                     |           | Les conseils d'arrondissement ont été suspendus par la loi du 12 octobre 1940 et n'ont jamais été réactivés |
| Les données manquantes sont à compléter. |                  |                                     |           | |

### Conseillers départementaux à partir de 2015
| Période élective | Période élective | Mandat | Mandat   | Identité        | Nuance | Nuance | Qualité |
| ---------------- | ---------------- | ------ | -------- | --------------- | ------ | ------ | --- |
| 2015             | 2021             | 2015   | 2021     | Françoise Pinet |        | DVD    | Maire d'Aspres-sur-Buëch (2010-) |
| 2015             | 2021             | 2015   | 2021     | Gérard Tenoux   |        | DVD    | Maire puis maire délégué de Bruis (2001-) 8e vice-président, chargé de l’emploi, de l’insertion, du logement social et des infrastructures numériques Président de la Communauté de communes de la Vallée de l'Oule |
| 2021             | 2028             | 2021   | en cours | Françoise Pinet |        | DVD    | Conseillère sortante |
| 2021             | 2028             | 2021   | en cours | Gérard Tenoux   |        | DVD    | Conseiller sortant, 9ème Vice-Président du conseil départemental |

#### Élections de mars 2015
Lors des élections départementales de 2015, le binôme composé de Françoise Pinet et Gérard Tenoux (DVD) est élu au premier tour avec 53,62% des suffrages exprimés, devant le binôme composé de Elisabeth Fages et Lionel Tardy (DVG) (46,38%). Le taux de participation est de 61,38 % (4 064 votants sur 6 621 inscrits) contre 54,61 % au niveau départemental et 50,17 % au niveau national.

#### Élections de juin 2021
Le premier tour des élections départementales de 2021 est marqué par un très faible taux de participation (33,26 % au niveau national). Dans le canton de Serres, ce taux de participation est de 54,51 % (3 591 votants sur 6 588 inscrits) contre 41,95 % au niveau départemental. À l'issue de ce premier tour, deux binômes sont en ballottage : Françoise Pinet et Gérard Tenoux (DVD, 49,04 %) et Anne-Marie Gros et Lionel Tardy (DVG, 32,98 %).
Le second tour des élections est marqué une nouvelle fois par une abstention massive équivalente au premier tour. Les taux de participation sont de 34,3 % au niveau national, 42,97 % dans le département et 58,63 % dans le canton de Serres. Françoise Pinet et Gérard Tenoux (DVD) sont élus avec 52,28 % des suffrages exprimés (1 882 voix pour 3 865 votants et 6 592 inscrits),,.

## Composition

### Composition avant 2015
Le canton de Serres regroupait douze communes.
| Nom                 | Code Insee | Codepostal | Superficie (km2) | Population (dernière pop. légale) | Densité (hab./km2) |
| ------------------- | ---------- | ---------- | ---------------- | --------------------------------- | ------------------ |
| Serres (chef-lieu)  | 05166      | 05700      | 18,57            | 1 241 (2012)                      | 67                 |
| La Bâtie-Montsaléon | 05016      | 05700      | 15,08            | 220 (2012)                        | 15                 |
| Le Bersac           | 05021      | 05700      | 8,02             | 151 (2012)                        | 19                 |
| L'Épine             | 05048      | 05700      | 33,47            | 185 (2012)                        | 5,5                |
| Méreuil             | 05076      | 05700      | 10,61            | 88 (2012)                         | 8,3                |
| Montclus            | 05081      | 05700      | 21,25            | 57 (2012)                         | 2,7                |
| Montmorin           | 05088      |            | 25,86            | 93 (2012)                         | 3,6                |
| Montrond            | 05089      | 05700      | 4,46             | 61 (2012)                         | 14                 |
| La Piarre           | 05102      | 05700      | 21,67            | 90 (2012)                         | 4,2                |
| Saint-Genis         | 05143      |            | 18,32            | 49 (2012)                         | 2,7                |
| Savournon           | 05165      | 05700      | 39,23            | 235 (2012)                        | 6                  |
| Sigottier           | 05167      | 05700      | 25,33            | 83 (2012)                         | 3,3                |

### Composition depuis 2015
Par un décret en date du 20 février 2014, la taille du canton a été modifiée en vue des élections départementales de 2015. Aux communes de l'ancien canton ont été ajoutées celles des anciens cantons d'Aspres-sur-Buëch, d'Orpierre et de Rosans, plus cinq communes issues de l'ancien canton de Veynes et une de l'ancien canton de Laragne-Montéglin.
Le canton de Serres regroupait quarante et une communes à sa création.
À la suite de la fusion, au 1er janvier 2016, d'Eyguians, de Lagrand et de Saint-Genis pour former la commune de Garde-Colombe, le nombre de communes descend à 39.
À la suite de la fusion, au 1er janvier 2017, de Bruis, de Montmorin et de Sainte-Marie pour former la commune de Valdoule, le nombre de communes descend à 37.
| Nom                            | Code Insee | Intercommunalité        | Superficie (km2) | Population (dernière pop. légale) | Densité (hab./km2) | Modifier                                    |
| ------------------------------ | ---------- | ----------------------- | ---------------- | --------------------------------- | ------------------ | ------------------------------------------- |
| Serres (bureau centralisateur) | 05166      | CC du Sisteronais Buëch | 18,57            | 1 303 (2022)                      | 70                 | modifier les données · modifier les données |
| Aspremont                      | 05008      | CC Buëch Dévoluy        | 18,52            | 362 (2022)                        | 20                 | modifier les données · modifier les données |
| Aspres-sur-Buëch               | 05010      | CC Buëch Dévoluy        | 42,65            | 802 (2022)                        | 19                 | modifier les données · modifier les données |
| La Bâtie-Montsaléon            | 05016      | CC du Sisteronais Buëch | 15,08            | 288 (2022)                        | 19                 | modifier les données · modifier les données |
| La Beaume                      | 05019      | CC Buëch Dévoluy        | 29,64            | 150 (2022)                        | 5,1                | modifier les données · modifier les données |
| Le Bersac                      | 05021      | CC du Sisteronais Buëch | 8,02             | 139 (2022)                        | 17                 | modifier les données · modifier les données |
| Chabestan                      | 05028      | CC Buëch Dévoluy        | 12,20            | 171 (2022)                        | 14                 | modifier les données · modifier les données |
| Chanousse                      | 05033      | CC du Sisteronais Buëch | 20,32            | 39 (2022)                         | 1,9                | modifier les données · modifier les données |
| L'Épine                        | 05048      | CC du Sisteronais Buëch | 33,47            | 202 (2022)                        | 6,0                | modifier les données · modifier les données |
| Étoile-Saint-Cyrice            | 05051      | CC du Sisteronais Buëch | 14,41            | 24 (2022)                         | 1,7                | modifier les données · modifier les données |
| La Faurie                      | 05055      | CC Buëch Dévoluy        | 31,44            | 298 (2022)                        | 9,5                | modifier les données · modifier les données |
| Garde-Colombe                  | 05053      | CC du Sisteronais Buëch | 34,61            | 523 (2022)                        | 15                 | modifier les données · modifier les données |
| La Haute-Beaume                | 05066      | CC Buëch Dévoluy        | 7,13             | 7 (2022)                          | 0,98               | modifier les données · modifier les données |
| Méreuil                        | 05076      | CC du Sisteronais Buëch | 10,61            | 105 (2022)                        | 9,9                | modifier les données · modifier les données |
| Montbrand                      | 05080      | CC Buëch Dévoluy        | 25,03            | 74 (2022)                         | 3,0                | modifier les données · modifier les données |
| Montclus                       | 05081      | CC du Sisteronais Buëch | 21,25            | 47 (2022)                         | 2,2                | modifier les données · modifier les données |
| Montjay                        | 05086      | CC du Sisteronais Buëch | 27,00            | 104 (2022)                        | 3,9                | modifier les données · modifier les données |
| Montrond                       | 05089      | CC du Sisteronais Buëch | 4,46             | 89 (2022)                         | 20                 | modifier les données · modifier les données |
| Moydans                        | 05091      | CC du Sisteronais Buëch | 10,51            | 39 (2022)                         | 3,7                | modifier les données · modifier les données |
| Nossage-et-Bénévent            | 05094      | CC du Sisteronais Buëch | 4,31             | 11 (2022)                         | 2,6                | modifier les données · modifier les données |
| Orpierre                       | 05097      | CC du Sisteronais Buëch | 27,57            | 319 (2022)                        | 12                 | modifier les données · modifier les données |
| Oze                            | 05099      | CC Buëch Dévoluy        | 12,03            | 103 (2022)                        | 8,6                | modifier les données · modifier les données |
| La Piarre                      | 05102      | CC du Sisteronais Buëch | 21,67            | 85 (2022)                         | 3,9                | modifier les données · modifier les données |
| Ribeyret                       | 05117      | CC du Sisteronais Buëch | 17,87            | 109 (2022)                        | 6,1                | modifier les données · modifier les données |
| Rosans                         | 05126      | CC du Sisteronais Buëch | 30,39            | 496 (2022)                        | 16                 | modifier les données · modifier les données |
| Saint-André-de-Rosans          | 05129      | CC du Sisteronais Buëch | 36,61            | 158 (2022)                        | 4,3                | modifier les données · modifier les données |
| Saint-Auban-d'Oze              | 05131      | CC Buëch Dévoluy        | 13,21            | 75 (2022)                         | 5,7                | modifier les données · modifier les données |
| Saint-Julien-en-Beauchêne      | 05146      | CC Buëch Dévoluy        | 59,43            | 135 (2022)                        | 2,3                | modifier les données · modifier les données |
| Saint-Pierre-d'Argençon        | 05154      | CC Buëch Dévoluy        | 18,81            | 154 (2022)                        | 8,2                | modifier les données · modifier les données |
| Sainte-Colombe                 | 05135      | CC du Sisteronais Buëch | 17,18            | 63 (2022)                         | 3,7                | modifier les données · modifier les données |
| Le Saix                        | 05158      | CC Buëch Dévoluy        | 22,15            | 132 (2022)                        | 6,0                | modifier les données · modifier les données |
| Saléon                         | 05159      | CC du Sisteronais Buëch | 9,86             | 81 (2022)                         | 8,2                | modifier les données · modifier les données |
| Savournon                      | 05165      | CC du Sisteronais Buëch | 39,23            | 244 (2022)                        | 6,2                | modifier les données · modifier les données |
| Sigottier                      | 05167      | CC du Sisteronais Buëch | 25,33            | 84 (2022)                         | 3,3                | modifier les données · modifier les données |
| Sorbiers                       | 05169      | CC du Sisteronais Buëch | 13,93            | 49 (2022)                         | 3,5                | modifier les données · modifier les données |
| Trescléoux                     | 05172      | CC du Sisteronais Buëch | 18,68            | 301 (2022)                        | 16                 | modifier les données · modifier les données |
| Valdoule                       | 05024      | CC du Sisteronais Buëch | 58,51            | 209 (2022)                        | 3,6                | modifier les données · modifier les données |
| Canton de Serres               | 0513       |                         | 831,69           | 7 574 (2022)                      | 9,1                | modifier les données                        |

## Démographie

### Démographie avant 2015
| 1962  | 1968  | 1975  | 1982  | 1990  | 1999  | 2006  | 2011  | 2012  |
| ----- | ----- | ----- | ----- | ----- | ----- | ----- | ----- | ----- |
| 2 309 | 2 358 | 2 285 | 2 164 | 2 138 | 2 271 | 2 532 | 2 559 | 2 553 |

### Démographie depuis 2015
En 2022, le canton comptait 7 574 habitants, en évolution de +0,26 % par rapport à 2016 (Hautes-Alpes : +0,4 %, France hors Mayotte : +2,11 %).
| 2013  | 2018  | 2022  |
| ----- | ----- | ----- |
| 7 392 | 7 560 | 7 574 |